# Цифровой учебно-методический комплекс
Цифровой учебно-методический комплекс (ЦУМК) — применяемое в российской образовательной системе понятие об электронном учебном материале, содержащем систематическое изложение знаний по определённой образовательной дисциплине, выполненном в цифровом формате — в виде аппаратно-программных и аудиовизуальных средств, электронных образовательных и информационных ресурсов.
Появилось в документах федерального проекта «Кадры для цифровой экономики».